# Living Colour
Living Colour američki je rock sastav iz New York Citija, osnovan 1984. godine. Stilski, glazba sastava mješavina je heavy metala, funka, jazza, hip hopa i alternativnog rocka. Tekstovi njihovi pjesama su osobni, pa do političkih tema, a kasnije i o eurocentrizmu i racizmu u Americi.
Living Colour postao je popularan radi njihova debi albuma Vivid 1988. godine. Iako sastav ima mnogo popularnih pjesama, najpopularnija je rock himna "Cult of Personality", koja je osvojila nagradu Grammy za najbolji Hard Rock nastup 1990. godine. Također su nazvani "Novi najbolji sastav", 1989. na MTV-oj dodjeli za najbolji glazbeni video te su tada osvojili nagradu Grammy po drugi put. za pjesmu Time's Up. Nakon što su se razišli 1995., Living Colour je ponovno počeo nastupati krajem 2000. godine.

## Povijest

### Početci (1984. – 1986.)
Engleski gitarist Vernon Reid osnovao je nekoliko sastava, i nakon nekoliko godina, osnovao je Living Colour u New Yorku, 1984. godine. Reid je sklopio sastav pod imenom Vernon Reid's Living Colour, od 1984. do 1986.
U prvim danima, sastav se sastojao od basista Alex Moselija, Jeroma Harrias i Carla Jamesa, bubnjara Grega Cartera, Pheeroana akLaffa i J.T. Lewisa, pijanista Geria Allean, i vokalista D.K. Dysona i Marka Ledforda, uz Reida kao glavnog pjevača. Stil glazbe sastava bio je mnogo drugačiji nego današnji. Jedna od njihovih prvih pjesama "Funny Vibe",  se našla na njihovom prvom albumu Vivid.

### Uspjeh (1986. – 1991.)
Godine 1986., sastav kakav znamo i danas, sastojao se od pjevača Coreya Glovera, gitarista Vernona Reida, basista Muzaz Skillingsa, i bubnjara Willa Calhouna. Uskoro, sastav se iskusio s nastupima uživo, uključujući redovne nastupe u klubu CBGB. Vivid, objavljen 3. svibnja, 1988., se počeo prodavati godinu dana kasnije, nakon što je MTV počeo prikazivati spot za pjesmu "Cult of Personality". Album je bio #6 na "Billboard" 200 ljestvici. 1. kolovoza, 1989. sastav je bio prateći sastav, uz Guns N' Roses, za The Rolling Stonesovu turneju Steel Wheels/Urban Jungle Tour.
Godine 1990. sastav je objavio drugi studijski album, Time's Up, koji je sadržavao mnogo pjesama raznih stilova, poput jazz fusiona, punk rocka, Delta bluesa, hip hopa, funka, thrash metala. Album je bio #13 na Billboard 200 te je osvojio nagradu Grammy.

## Članovi
- Vernon Reid – gitara, prateći vokali (1984. – 1995., 2000.–danas); glavni vokali (1984. – 1985.)
- Corey Glover – glavni vokali (1985. – 1995., 2000.–danas)
- Will Calhoun – bubnjevi, pijano prateći vokali (1986. – 1995., 2000.–danas)
- Doug Wimbish – bas, gitara, bubnjevi, programiranje, prateći vokali (1992. – 1995., 2000.–danas)

Bivši članovi
- Alex Mosely – bas-gitara
- Jerome Harris – bas-gitara
- Carl James – bas-gitara
- Greg Carter – bubnjevi,
- Pheeroan Aklaff – bubnjevi
- J.T. Lewis – bubnjevi
- Geri Allen – piano
- D.K. Dyson – glavni vokali
- Mark Ledford – glavni vokali
- Muzz Skillings – bas, prateći vokali (1986. – 1992.)

## Diskografija
- Vivid (1988.)
- Time's Up (1990.)
- Stain (1993.)
- Collideøscope (2003.)
- The Chair in the Doorway (2009.)[1]
- Shade (2017.)

## Nagrade

### MTV Nagrade
- 1989. - Best New Artist ("Cult of Personality")
- 1989. - Best Group Video ("Cult of Personality")
- 1989. - Best Stage Performance ("Cult of Personality")

### Grammy Nagrade
- 1990. - Best Hard Rock Performance (osvojili) ("Cult of Personality")
- 1990. - Best Rock Performance by a Duo or Group with Vocal (nominirani) ("Glamour Boys")
- 1991. - Best Hard Rock Performance (osvojili) (Time's Up)
- 1994. - Best Hard Rock Performance (nominirani) ("Leave It Alone")